# Racovița (gmina w okręgu Vâlcea)
Racovița – gmina w Rumunii, w okręgu Vâlcea. Obejmuje miejscowości Balota, Blănoiu, Bradu-Clocotici, Copăceni, Gruiu Lupului, Racovița i Tuțulești. W 2011 roku liczyła 1822 mieszkańców.